# Жан Боден
Жан Боден (1529 или 1530, Анже - 1596, Лаон) - француски политичар, филозоф, економиста, правник, члан париског парламента и професор права у Тулузу.

## Биографија
Жан Боден је рођен у породици мајстора кројача у граду Анжеу. У раној младости је послат у локални кармелићански ред да се образује. Затим је студирао грађанско право на Академији у Тулузу, једном од највећих универзитетских центара у Француској из 16. века. Након што је завршио Академију, филозоф је тамо предавао неко време.
Пошто никада није добио звање професора, Боден је 1561. отишао у Париз да тамо ради као правник. Убрзо по доласку у престоницу, зближио се са кругом, који је касније постао језгро групе у супротности са обе главне стране грађанског рата. Ова група, позната као Политичари, заговарала је верску толеранцију и јаку краљевску власт.
Бодин се прославио 1566. године, након објављивања књиге „Метода за лако проучавање историје“ . У „Методи...” филозоф не само да износи своја размишљања о историји људског развоја, већ и формулише прву верзију своје доктрине о држави и државној власти, која је потом развијена, десет година касније, у „Шест Књига о држави.” По његовом мишљењу, држава (у томе се Бодин слаже са Макијавелијем) представља врхунац економског, друштвеног и културно-историјског развоја цивилизације.
Као и већина присталица партије „политичара“, Жан Боден је био близак двору француског престолонаследника, војводе Франсоа од Анжуа, али је после његове смрти почео да нагиње ка подршци Католичкој лиги.
У мају 1587. Бодин је наследио место генералног тужиоца Лана од свог таста. А после неког времена, кројачев син је постао градоначелник Лаона, и на овој функцији је био два мандата заредом, иако се ни у чему посебном није истакао. Као тужилац се трудио да никада не иде против своје савести и, на пример, бранио је живот човека који је желео да буде стрељан из политичких разлога. Али, према сопственом признању, учествовао је у суђењима против 200 жена оптужених за вештичарење, од којих су многе завршиле живот на ломачи. Према Боденовим речима, ватру је заслужио судија који се сам мешао у истрагу случајева вештица.
Умро је у Лаону 1596. од куге.

## Политичке идеје
Жан Боден је у својим списима увек признавао право човека да изабере религију за себе (наравно, у оквиру хришћанства - све друго у овој ери је било опасно; једино дело у којем Боден отворено заговара деизам или рационалну религију је „ Седмоделни разговор о тајнама највиших истина” – објављен је тек 1858. године). Због тога је умало постао жртва Вартоломејске ноћи 1572. године. Покушао је да развије концепт природне религије.
Филозофова толеранција је такође била очигледна у његовим напорима да помири зараћене верске фракције у Генералним стањима у Блоау, где је деловао као посланик из Трећег сталежа провинције Вермандоа. Ове идеје налазимо у Бодиновом главном политичком и филозофском делу – „Шест књига о држави”, објављеном 1576. године, које је касније (1586.) сам превео на латински под насловом „Де Републица либри шест“.
Држава је, по Бодину, законито управљање многим домаћинствима и њиховом заједничком имовином од стране врховне власти.
Суверена власт државе је увек трајна власт, која се разликује од привремене власти; ово је увек апсолутна власт – власт није ограничена никаквим условима, али је носилац те моћи може пренети на друго лице као власника; Ово је јединствена власт, односно недељива - не може истовремено припадати монарху, аристократији и народу, не може се делити на трећине.
Бодин је противник теорије мешовитог облика државе, које су се у различито време придржавали Полибије, Цицерон, Мор и Макијавели.
Он разликује три облика државе: демократију, аристократију и монархију (у зависности од поседовања власти једног или другог суверена).
Боден негативно оцењује демократију, јер „народ је многоглава звер и без разума, једва да чини нешто добро. Веровати му да одлучује о политичким стварима је као тражити савет од лудака.” Недостатак аристократије је нестабилност, која настаје због колегијалне методе одлучивања. Уобичајени недостатак демократије и аристократије је да се „у демократској или аристократској држави гласови броје, али се не важе на ваги врлине“.
Најбољи облик владавине за превазилажење политичке и верске кризе је монархија, јер она директно одговара природи суверене власти, њеном јединству и недељивости. Бодин је присталица наследне, а не изборне монархије. Изборна монархија, по Бодини претпоставља интеррегнум, а држава је у овом тренутку „као брод без капетана, који јури на таласима побуне и често тоне“.
За апсолутну власт морају постојати три ограничења: суверен је у својим активностима везан законима Божијим, законима природе и људским законима, заједничким за све народе. Врсте закона: закони установљени од Бога; закони утврђени природом; закони које доноси суверена власт; закони које су успоставиле нације; закони утврђени општим споразумом у коме настаје суверена власт.
Бодин се супротставио општеприхваћеној Аристотеловој идеји да је сврха државе постизање среће народа. Боден је, пратећи Макијавелија, узрок друштвених сукоба видео у неравномерној расподели богатства, у борби партија и у верској нетрпељивости. Због тога је захтевао успостављање слободе вероисповести и економске реформе како би се ојачала приватна својина грађана уз подршку државе.
У Бодиновим делима било је места за све што је бринуло Француску у 16. веку, а он се усудио да завири у духовни свет својих савременика, написавши о томе два смела дела. Прва, „Демономанија чаробњака“ (1580), одражавала је духовну атмосферу епохе када је човек живео у фантазмагорији демона и страхова. У овој расправи Боден је открио једну од главних особина својствених транзиционој ери: уништење старог света и изградња новог интензивира борбу различитих сила у друштву и унутар човека. Стога, у таквим периодима, сматрао је, човек треба да буде посебно пажљив  према себи и свима око себе, како не би упао у замку искушења или греха.
Последња Бодинова креација, „Разговор у седам делова о тајнама највиших истина” или „Разговор седам учесника” је најхрабрије дело мислиоца, осмишљено да поткрепи рационалност верске толеранције. У том циљу, Боден је предузео критику хришћанства и упоредио га са другим религијама. Отуда и седам учесника – представника различитих вера. Током спора, Бодин критикује хришћанске догме о Христовој божанској природи, девичанском рођењу и Светој Тројици, показујући немогућност доказивања истинитости религије уз помоћ разума. Бодену је таква критика хришћанства потребна да би упозорио људе да се не свађају око вере, јер им је предодређен један резултат – невера, која је најгора од свега. Пут који предлаже Боден је хуманистичко слободно размишљање, лојалност „универзалној религији“ и толеранција.
Боден је критички оценио институцију ропства, залажући се за њено постепено укидање.